# Svafrlami

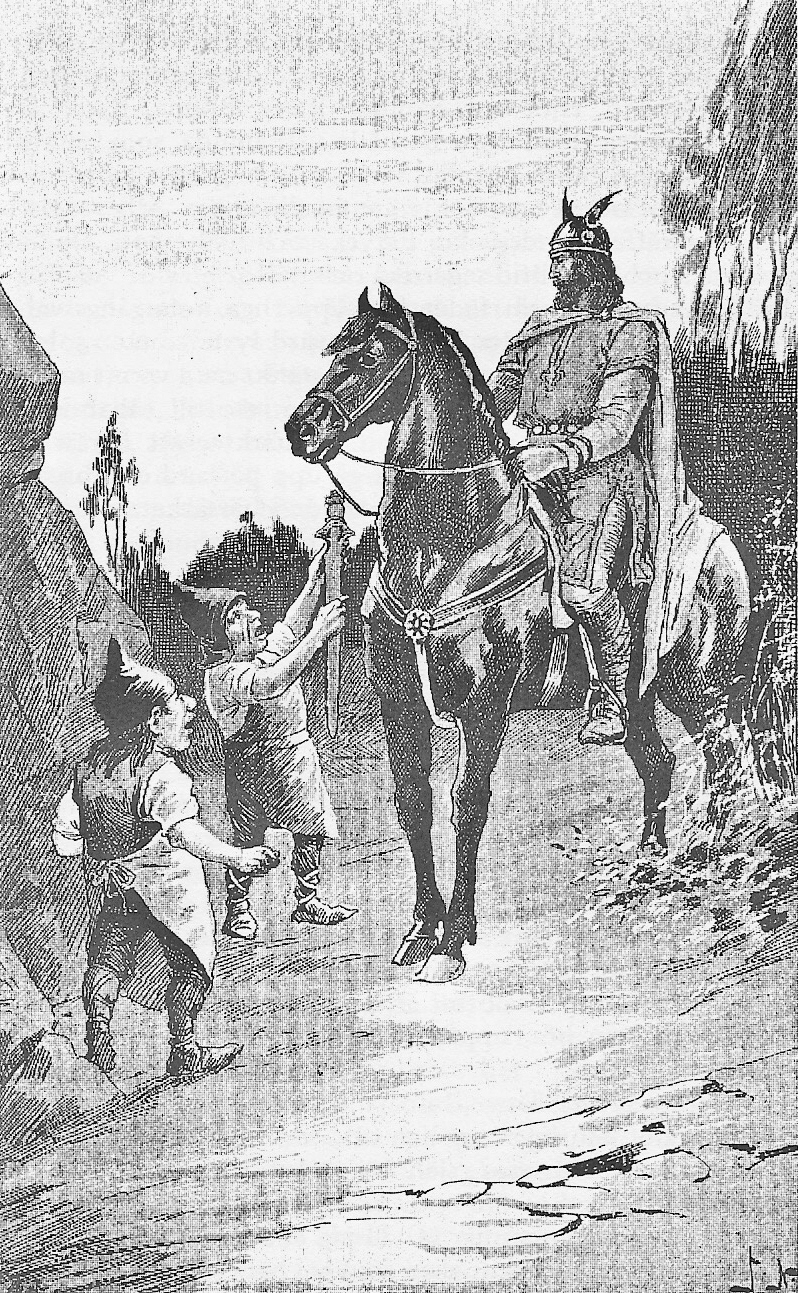
Svafrlami och dvärgarna, av Jenny Nyström

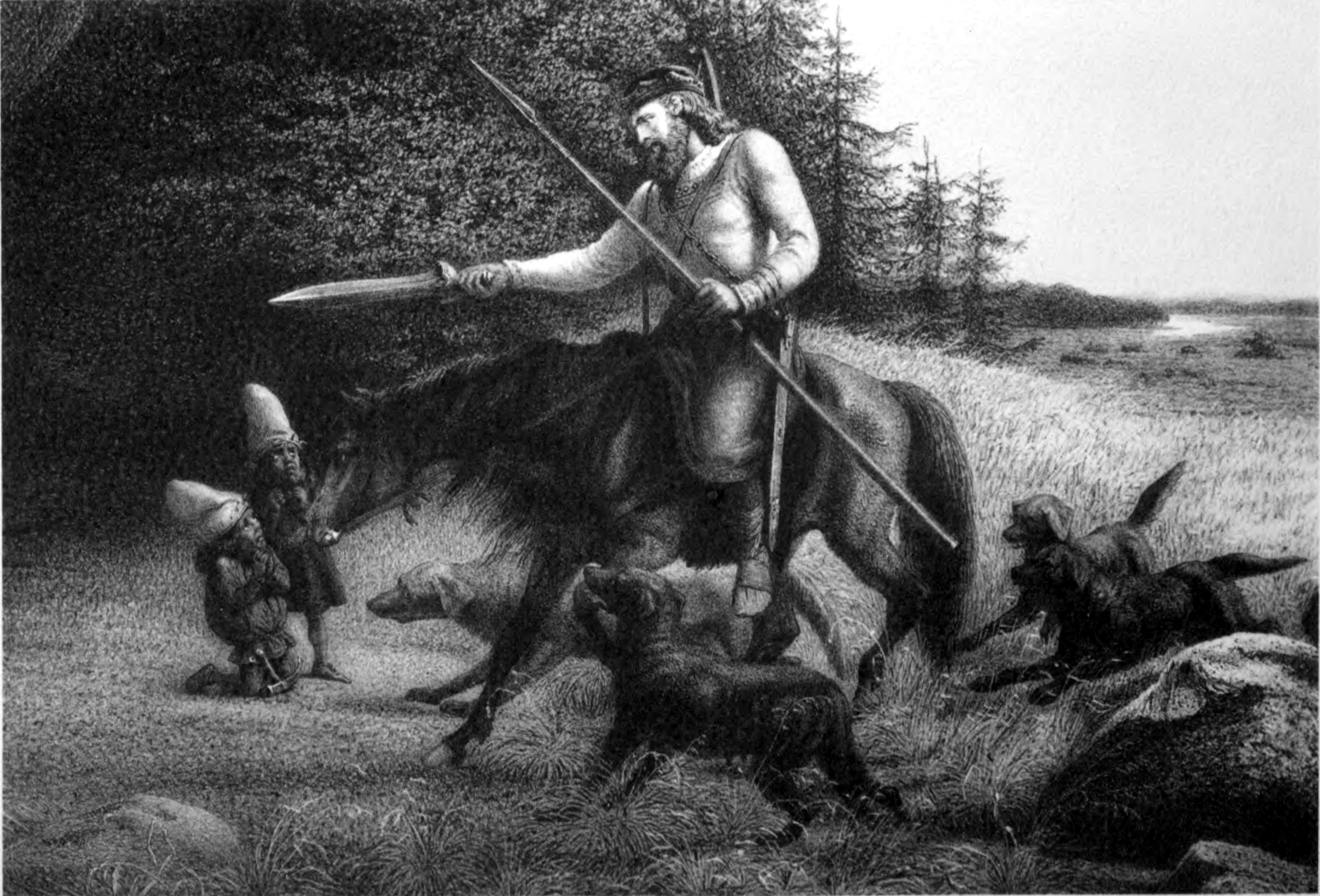
Svafrlami får sverdet Tyrfing av dvergene, av Lorenz Frølich, 1906

Svafrlami var enligt sägner en kung i Gårdarike och den första ägaren av det magiska svärdet Tirfing. Svafrlami omtalas i fornaldersagan Hervors saga.

## Svärdet Tirfing
En dag när han är ute och jagar, upptäcker kung Svafrlami de två dvärgarna  Dvalin och Durin nära ett stort berg. Han trollband dem genom att svinga sitt svärd över dem så att de inte skulle försvinna in i berget. Dvärgarna ville köpa sig fria och lovade att tillverka ett magiskt svärd. Svärdet skulle vare sig kunna brytas itu eller rosta, det skulle lätt kunna skära igenom järn och sten, och det skulle alltid leda till seger för den som svingade det. 
Då Svafrlami kom tillbaka för att hämta svärdet såg han att det var ett vackert och utsökt vapen, och han namngav det till Tirfing. Men innan dvärgarna försvann in i berget lyste de en förbannelse över det, innebärande att det aldrig kunde dras ur sin slida utan att det dödade en människa samt att det skulle förorsaka tre ogärningar. Dessutom skulle svärdet också bli orsak till Svafrlamis död. Svafrlami blev rasande och högg efter dvärgarna med svärdet, men han klöv bara sten utan att träffa dvärgarna, som försvann in i berget.

## Svafrlamis död
En dag mötte Svafrlami bärsärken Arngrim på Bolmsö och de började slåss. Svafrlami svingade Tirfing och klöv Arngrims sköld, men svärdet träffade marken. Arngrim klarade då av att hugga armen av Svafrlami och tog svärdet Tirfing och dräpte Svafrlami med det. Därefter tvang Arngrim Svafrlamis dotter Eyfora att gifta sig med honom.
Enligt version "R" blev Arngrim ledare för Svafrlamis hird och utmärkte sig så mycket att kungen gav honom Tirfing och dottern Eyfora som belöning.

## Tirfingcykeln
Huvudartikel: Tirfingcykeln
Hervors saga, som är en del av en mytologisk diktcykel runt svärdet Tirfing, berättar vidare att Arngrim och Eyfora fick tolv söner, varav den äldste, den legendariske Angantyr ärvde Tirfing och dräpte med detta sagohjälten Hjalmar den hugstore, men som själv dödades i det enviget.